# Кноблаух, Эдуард
Эдуард Кноблаух (нем. Eduard Knoblauch, полное имя Carl Heinrich Eduard Knoblauch; 25 сентября 1801, Берлин — 29 мая 1865, там же) — немецкий архитектор.

## Биография
Эдуард Кноблаух учился в Берлинской архитектурной академии. В 1824 году стал соучредителем Берлинского союза архитекторов и входил в его правление до августа 1862 года. Кноблаух также был соиздателем журналов, ставших провозвестниками профессиональной архитектурной прессы в Германии.
По окончании учёбы в 1828 году Кноблаух отправился в ознакомительные поездки по Германии и Голландии. Вместе со своим другом Фридрихом Августом Штюлером он также побывал в 1829—1830 годах во Франции, Швейцарии и Италии.
В 1830 году Кноблаух обосновался в Берлине и стал первым частным архитектором Берлина, противостоя тем самым доминирующей роли Карла Фридриха Шинкеля в государственном строительстве.
В 1845 году Кноблаух стал членом Берлинской академии художеств. Болезнь и помещение в больницу помешали Кноблауху лично возглавить реализацию своего главного творения — Новой синагоги. Его заменил Фридрих Август Штюлер. Архитектору не довелось дожить до открытия синагоги: он умер 29 мая 1865 года в Берлине.
Сыновья Кноблауха Эдмунд и Густав, а также его внук Арнольд Кноблаух также стали архитекторами.

## Творчество
- 1842 охотничий дворец Бломенбург в Зеленте
- 1844 Кролль-опера в Берлине (вместе с Людвигом Персиусом и Карлом Фердинандом Ланггансом)
- 1846—1850 дворец Шлеммин
- 1856—1858 дирекция Королевских железных дорог в Штеттине
- 1856—1858 реконструкция дворца в Ланке
- 1858—1860 Еврейская больница на Аугустштрассе в Берлине
- 1859—1866 Новая синагога в Берлине